# Wataha (film)
Wataha – polski horror z 2011 roku w reżyserii Wiktora Kiełczykowskiego. Jest to pierwsza polska produkcja o zombie realizowana przez studentów szkoły filmowej.

## Opis fabuły
Niedaleka przyszłość. Świat chyli się ku upadkowi, opanowany przez tak zwanych „przemienionych”. Czteroosobowy oddział niedobitków, pod dowództwem "Pułkownika" (Jacek Dewódzki) przemierza Europę z zachodu na wschód w poszukiwaniu bezpiecznego miejsca od zarazy. W środku wielkiego, ciągnącego się kilometrami lasu, ich samochód odmawia posłuszeństwa. By przeczekać noc, znajdują opuszczony stary hotel, w którym ukrywa się pewna rodzina. Reszta oddziału, w tajemnicy przed Pułkownikiem, ma pewien plan, który tej nocy, mają zamiar wprowadzić w życie.

## Obsada
- Jacek Dewódzki jako Pułkownik
- Robert Wrzosek jako Waltz
- Piotr Mocarski jako Roch
- Anna Jażdżyk jako Marina
- Robert Oleszczuk jako Henryk
- Marta Łącka jako Basia
- Agata Nizińska jako Alicja